# Campionati del mondo di atletica leggera 2005 - 800 metri piani maschili
La gara degli 800 metri piani maschili dei Campionati del mondo di atletica leggera di Helsinki 2005 si è disputata nelle giornate dell'11 agosto (batterie), 12 agosto (semifinali) e 14 agosto (finale).

## Podio
| Posizione | Atleta             | Paese   |
| --------- | ------------------ | ------- |
| Oro       | Rashid Ramzi       | Bahrein |
| Argento   | Yuriy Borzakovskiy | Russia  |
| Bronzo    | William Yiampoy    | Kenya   |

## Batterie

### Batteria 1
1. Rashid Ramzi,  Bahrein 1'46"17 Q
2. James McIlroy,  Regno Unito 1'46"44 Q
3. Mbulaeni Mulaudzi,  Sudafrica 1'46"85 Q
4. René Herms,  Germania 1'47"07 q
5. Berhanu Alemu,  Etiopia 1'47"37 q
6. Osmar Barbosa dos Santos,  Brasile 1'47"74
7. Lee Jae-hoon,  Corea del Sud 1'47"90
8. Tom Omey,  Belgio 1'49"62
  - Ismail Ahmed Ismail,  Sudan dns

### Batteria 2
1. Mehdi Baala,  Francia 1'46"57 Q
2. Wilfred Bungei,  Kenya 1'46"71 Q
3. Khadevis Robinson,  Stati Uniti 1'46"74 Q
4. Dmitriy Bogdanov,  Russia 1'46"88 q
5. Paweł Czapiewski,  Polonia 1'46"93 q
6. Mohammad Al-Azemi,  Kuwait 1'47"05 q
7. Moise Joseph,  Haiti 1'48"29
8. Yeimer López,  Cuba 1'52"24
  - Geramias da Silva,  Guinea-Bissau dq

### Batteria 3
1. Yuriy Borzakovskiy,  Russia 1'50"14 Q
2. William Yiampoy,  Kenya 1'50"14 Q
3. Djabir Saïd-Guerni,  Algeria 1'50"16 Q
4. Jason Stewart,  Nuova Zelanda 1'50"35
5. Dmitrijs Milkevics,  Lettonia 1'50"44
6. Fabiano Peçanha,  Brasile 1'50"89
7. Paskar Owor,  Uganda 1'51"72
8. Rodrigo Trinidad,  Paraguay 1'55"43
  - Samwel Mwera,  Tanzania dq

### Batteria 4
1. Yusuf Saad Kamel,  Bahrein 1'47"65 Q
2. David Krummenacker,  Stati Uniti 1'47"82 Q
3. Mouhssin Chehibi,  Marocco 1'48"17 Q
4. Alfred Kirwa Yego,  Kenya 1'48"72
5. Arnoud Okken,  Paesi Bassi 1'48"95
6. Fadrique Iglesias,  Bolivia 1'49"57
7. Onalenna Baloyi,  Botswana 1'50"18
  - Manuel Olmedo,  Spagna dnf

### Batteria 5
1. Antonio Manuel Reina,  Spagna 1'47"14 Q
2. Gary Reed,  Canada 1'47"23 Q
3. Amine Laalou,  Marocco 1'47"62 Q
4. André Bucher,  Svizzera 1'47"97
5. Maurizio Bobbato,  Italia 1'48"36
6. Juha Kukkamo,  Finlandia 1'48"69
7. Sherridan Kirk,  Trinidad e Tobago 1'48"77
8. Prince Mumba,  Zambia 1'49"10

### Batteria 6
1. Belal Mansoor Ali,  Bahrein 1'47"16 Q
2. Sajad Moradi,  Iran 1'47"18 Q
3. Mohammed Al-Salhi,  Arabia Saudita 1'47"27 Q
4. Eugenio Barrios,  Spagna 1'47"53 q
5. Achraf Tadili,  Canada 1'48"42
6. Rizak Dirshe,  Svezia 1'48"43
7. Kevin Hicks,  Stati Uniti 1'50"00
  - Majed Saeed Sultan,  Qatar dq

## Semifinali

### Semifinale 1
1. Yuriy Borzakovskiy,  Russia 1'44"26 Q
2. Rashid Ramzi,  Bahrein 1'44"30 Q
3. William Yiampoy,  Kenya 1'44"51 q
4. Djabir Saïd-Guerni,  Algeria 1'44"80 q
5. Amine Laalou,  Marocco 1'45"05
6. Mohammad Al-Azemi,  Kuwait 1'48"02
7. Eugenio Barrios,  Spagna 1'48"76
8. Khadevis Robinson,  Stati Uniti 1'49"13

### Semifinale 2
1. Belal Mansoor Ali,  Bahrein 1'45"45 Q
2. Mehdi Baala,  Francia 1'45"50 Q
3. Mbulaeni Mulaudzi,  Sudafrica 1'45"73
4. Paweł Czapiewski,  Polonia 1'46"33
5. Dmitriy Bogdanov,  Russia 1'46"83
6. Antonio Manuel Reina,  Spagna 1'46"89
7. Berhanu Alemu,  Etiopia 1'47"66
8. Mohammed Al-Salhi,  Arabia Saudita 1'47"97

### Semifinale 3
1. Gary Reed,  Canada 1'44"33 Q
2. Wilfred Bungei,  Kenya 1'44"41 Q
3. Yusuf Saad Kamel,  Bahrein 1'44"90
4. René Herms,  Germania 1'45"21
5. Mouhssin Chehibi,  Marocco 1'45"82
6. Sajad Moradi,  Iran 1'45"88
7. James McIlroy,  Regno Unito 1'45"91
8. David Krummenacker,  Stati Uniti 1'46"76

## Finale
1. Rashid Ramzi,  Bahrein 1'44"24
2. Yuriy Borzakovskiy,  Russia 1'44"51
3. William Yiampoy,  Kenya 1'44"55
4. Wilfred Bungei,  Kenya 1'44"98
5. Djabir Saïd-Guerni,  Algeria 1'45"31
6. Mehdi Baala,  Francia 1'45"32
7. Belal Mansoor Ali,  Bahrein 1'45"55
8. Gary Reed,  Canada 1'46"20